# Baldassare Peruzzi

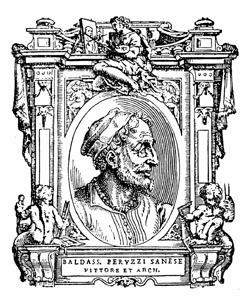
Bildnis Peruzzis in den Viten von Giorgio Vasari

Baldassare Peruzzi (* 7. März 1481 in Ancaiano (heute Ortsteil von Sovicille) bei Siena; † 6. Januar 1536 in Rom) war ein italienischer Architekt und Maler. Sein Werk hatte bedeutenden Einfluss auf die Wiederbelebung antiker Ordnungssysteme in der Architektur Italiens im 16. Jahrhundert.

## Leben
Er wurde als Baldassarre Tommaso Peruzzi geboren, Sohn des Giovanni di Salvestro di Salvadore Peruzzi, eines aus Volterra stammenden Webers. Sein Handwerk als Architekt lernte er bei Bernardino Fungai und Francesco di Giorgio Martini. Großen Einfluss auf sein Werk hatten die damals in Siena wirkenden Künstler Pinturicchio und Sodoma.
Als Künstler erstmals erwähnt wurde Peruzzi 1501, als er für Arbeiten am Baptisterium San Giovanni des Dom von Siena bezahlt und in den entsprechenden Dokumenten genannt wurde. In der Mitte des Jahres 1503 zog er nach Rom. Dort erbaute er in den Jahren 1509 bis 1511 die Villa Farnesina und malte einige Fresken. Im Jahre 1520 wurde er zum Baumeister des Petersdoms in Rom ernannt, im Jahre 1529 zum Baumeister des Doms in Siena. Von 1527 bis 1532 arbeitete er als Architetto della Repubblica an der Verteidigungsstrategie Sienas und der dazugehörigen Provinz. Außerhalb von Siena wurden in Sarteano, Torrita di Siena und weiteren strategischen Orten der Republik Siena die Befestigungsanlagen verstärkt. In Siena selbst verstärkte Peruzzi die Stadtmauern und es entstanden fünf neue Bastionen (Bastione di Porta Laterina, Bastione di San Marco, Bastione di San Prospero, Bastione San Viene und das Fortino delle Donne), von denen noch drei bestehen. Sein Nachfolger als Architetto della Repubblica wurde Giovanni Battista Pelori (1483–1558), der in Siena geboren wurde und sein Handwerk von Baldassare Peruzzi lernte.
In den Jahren 1532 bis 1536 baute Peruzzi in Rom den Palazzo Massimo alle Colonne, der zu den wichtigsten Werken des Manierismus gezählt wird. 1535 übernahm Vannoccio Biringuccio die Nachfolge als Dombaumeister.
Besondere Bedeutung für die Architekturtheorie der Renaissance erlangte Peruzzi durch die zeichnerische Dokumentation von antiken römischen Bauwerken. Seine Zeichnungen wurden zur Grundlage der Sieben Bücher zur Architektur seines Mitarbeiters Sebastiano Serlio. Dieses Werk wurde zum meistgelesenen Architekturtraktat in der zweiten Hälfte des 16. Jahrhunderts.
Peruzzi wurde im römischen Pantheon begraben. Sein ursprüngliches Grabmal ist nicht erhalten geblieben, allerdings wurde es 1921 wiederhergestellt und mit der ursprünglichen Grabinschrift, die nur noch durch die Peruzzi-Biographie Giorgio Vasaris bekannt war, versehen. Der Todestag wurde dabei aufgrund einer Falschangabe bei Vasari fehlerhaft in der Inschrift vermerkt. Er hinterließ einen Sohn, Giovanni Sallustio Peruzzi, der ebenfalls Künstler wurde.